# キバシヒワ

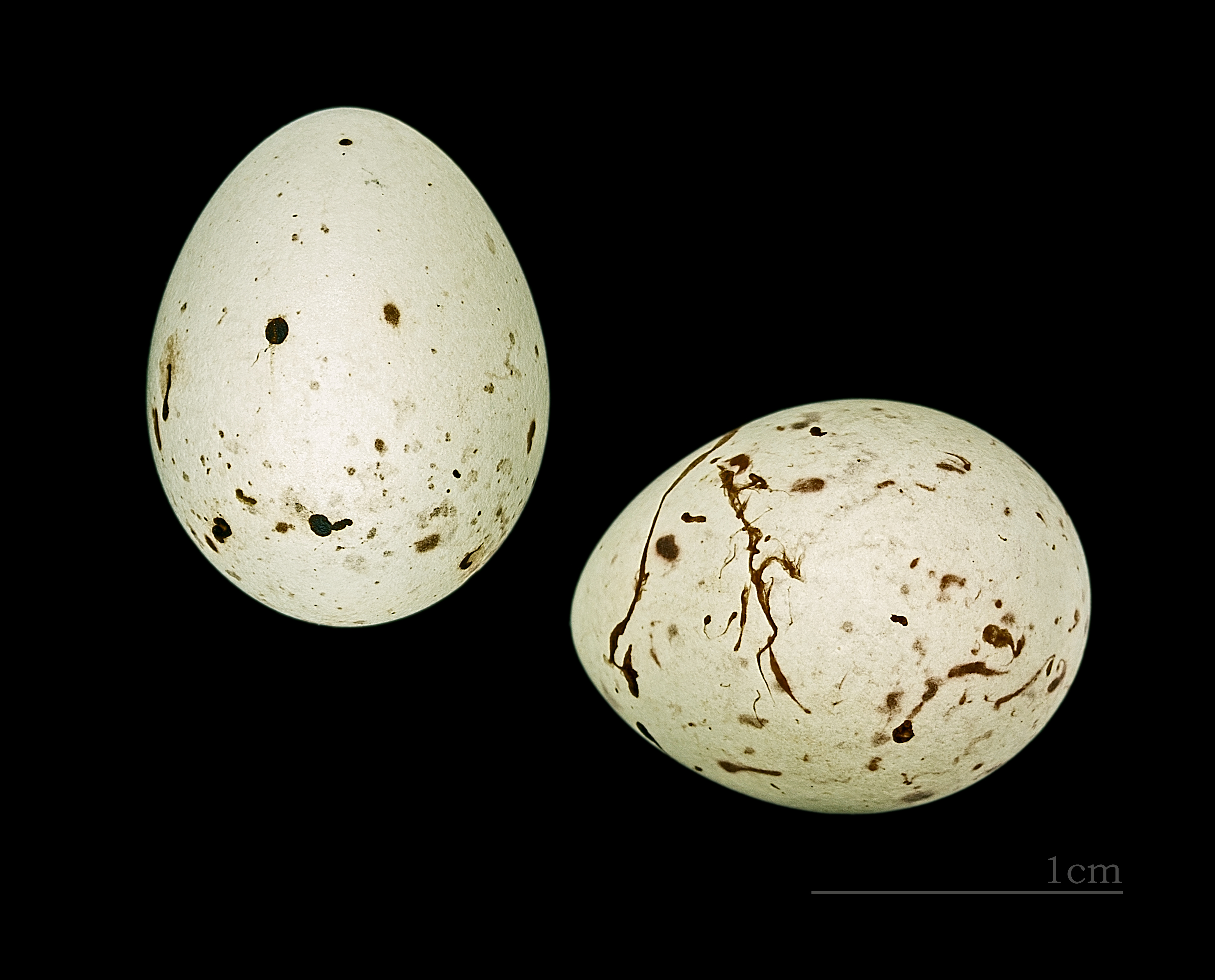
キバシヒワの卵

キバシヒワ(Twite)は、アトリ科の小さな鳥である。ムネアカヒワよりも小さく、体長は13から13.5cm程度である。また、ムネアカヒワやベニヒワで見られる頭や胸の赤い模様は見られない。体の上部は黒色で茶色の筋が入り、尻は赤い。体の下部は淡黄色から白色で、やはり茶色の筋がある。円錐形のくちばしは、冬季は黄色、夏季は灰色である。震えるように素早くつぶやく(twit)ような鳴き声は特徴的で、英名の由来にもなっている。繁殖期以外は、沿岸や海辺の湿地帯で、しばしば他のアトリ科の鳥も混ざった大きな群れを作る。主に昆虫を食べる。
北ヨーロッパや中央アジアで繁殖し、繁殖には木の生えていない荒れ地が好まれる。藪の中に巣を作り、4から7個の卵を産む。一部は定住するが、大部分はより南方や沿岸に移動する。
系統は、Antonio Arnaiz-Villenaらによって記述された。